# Instituto Nacional de Ciencias Aplicadas de Rennes
El Institut national des sciences appliquées de Rennes (en español: Instituto Nacional de Ciencias Aplicadas de Rennes) es una gran escuela de ingenieros ubicada en Rennes (Francia). Forma parte de la red INSAs, que forma alrededor de 12 % de los ingenieros franceses. Creada en 1966,  esta universidad pública está situada en el campus de Beaulieu, en el centro del Tecnopolo Rennes-Atalante, al este de Rennes, y es la escuela de ingeniería más grande de la red occidental francesa.  Como las otras INSA, la de Rennes es un establecimiento público de carácter científico, cultural y profesional.
La universidad tiene 1700 estudiantes y otorga 274 títulos de ingeniería cada año.  Propone una formación de 5 años, de los cuales 2 años corresponden al núcleo común, permitiendo luego la especialización en seis departamentos diferentes. 
El INSA de Rennes es también un centro de investigación, con 6 laboratorios,. de los cuales 5 son compartidos con el CNRS, entre otros institutos. Se ofrecen dos escuelas de doctorado y siete tipos de maestrías . 
Con fecha 1 de enero de 2023, el INSA Rennes ha pasado a formar parte de la nueva Universidad de Rennes 